# Mamadou Guisse
Pour les articles homonymes, voir Guisse.
Mamadou Guisse, né le 15 décembre 2001 à Anvers, est un joueur de basket-ball franco-belge. Il mesure 1,99 m et évolue aux postes d’arrière et d’ailier. Il joue actuellement au Limoges CSP en Betclic Élite.

## Biographie

### Carrière en club
Mamadou Guisse commence le basket-ball en Belgique, à Anvers, au sein de l’équipe Red Vic Wilrijk, avant de quitter la Belgique et d’évoluer en France avec l’équipe de la Vichy-Clermont où il débute dans le championnat Cadet U18. Il fait ses débuts en Pro B lors de la saison 2019-2020 en participant à quelques matchs. À la suite de cela, il signe un contrat de trois saisons avec l’équipe professionnelle de Vichy-Clermont et finit par s’imposer au sein de l’effectif et devient au fur et à mesure des saisons un élément important du club.
Il s'engage au Limoges CSP en Championnat de France masculin de basket-ball jusqu’en 2027. En novembre 2025, Pour la 1ère fois, il est convoqué en Équipe de Belgique masculine de basket-ball pour une double confrontation face à Équipe de Lettonie masculine de basket-ball. Pour la saison 2025-2026, Mamadou Guisse aura sous ses ordres Dario Gjergja nouvel entraîneur du Limoges CSP qui remplace Mikko Larkas. 